# Lappland (historiskt landskap)

Landskapets vapen

Finlands historiska landskap i olika blåa nyanser. Lappland är det mörkblåa området längst i norr.
Dagens landskapsförbund markeras med gula gränser.

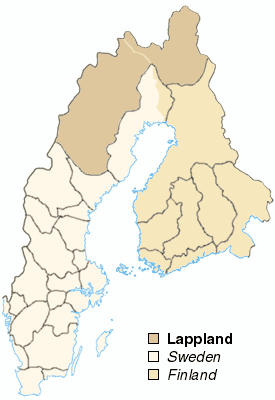
Lappland före 1809.

Lappland (finska: Lappi; latin: Laponia) är det nordligaste historiska landskapet i Finland. Det moderna landskapet Lappland omfattar ett större område. Före Sveriges delning vid freden i Fredrikshamn 1809, var detta landskap och svenska Lappland ett och samma landskap. Den nydragna riksgränsen kom dock så småningom att också uppfattas som en landskapsgräns, även om de två landskapen än idag bär samma namn.

## Kommuner
Det historiska landskapet Lappland  omfattar de åtta kommunerna Enare, Enontekis, Kittilä, Muonio, Pelkosenniemi, Savukoski, Sodankylä och Utsjoki.